# Cryptonatica
Cryptonatica (лат.) — род морских и солоноватоводных брюхоногих моллюсков семейства натики (Naticidae). Известны в ископаемом виде. Типовой вид — Natica clausa Broderip & G. B. Sowerby I, 1829, ныне Cryptonatica affinis (Gmelin, 1791).
Раковина округлой формы, её высота от 1,2 (Cryptonatica bathybii) до 3 см (Cryptonatica affinis). Встречаются в Тихом, Атлантическом и Северном Ледовитом океанах от полярных вод до умеренных вод на глубине от 0 до 2660 метров. Бентосные моллюски. Яйцекладущие брюхоногие. Из яиц выходят планктонные личинки-трохофоры, которые превращаются в велигеров, прежде чем стать полностью взрослыми. Безвредны для человека, не являются объектами промысла. Охранный статус видов рода не оценивался.

## Виды
По данным World Register of Marine Species, на декабрь 2024 года род включает 17 видов:
1. Cryptonatica adamsiana (Dunker, 1860)
2. Cryptonatica affinis (Gmelin, 1791)
3. Cryptonatica aleutica Dall, 1919
4. Cryptonatica andoi (Nomura, 1935)
5. Cryptonatica bathybii (Friele, 1879)
6. Cryptonatica figurata (G. B. Sowerby III, 1914)
7. Cryptonatica hirasei (Pilsbry, 1905)
8. Cryptonatica huanghaiensis S.-P. Zhang, 2008
9. Cryptonatica janthostoma (Deshayes, 1839)
10. Cryptonatica operculata (Jeffreys, 1885)
11. Cryptonatica purpurfunda S.-P. Zhang & P. Wei, 2010
12. Cryptonatica ranzii (Kuroda, 1961)
13. Cryptonatica russa (A. Gould, 1859)
14. Cryptonatica sphaera S.-P. Zhang & P. Wei, 2010
15. Cryptonatica striatica S.-P. Zhang & P. Wei, 2010
16. Cryptonatica wakkanaiensis Habe & Ka. Ito, 1976
17. Cryptonatica zenryumaruae T. Habe & Ka. Ito, 1976